# Premio SNCF du polar

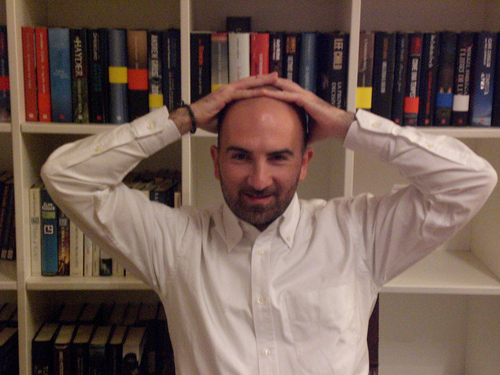
Donato Carrisi

Il Premio SNCF du polar, creato nel 2000, è un premio conferito da lettori e spettatori, primo in Francia con 35 000 votanti nel 2017, amanti del genere polar, letteratura poliziesca evoluzione moderna del genere noir.
Il premio ha il patrocinio culturale della SNCF, compagnia delle ferrovie francesi, che vuole difendere e promuovere una letteratura popolare che si rivolge a tutti.

## Categorie[1]
All'origine sono state costituite due categorie:
- prix SNCF du premier polar, destinato ad autori di un'opera prima nella quale si riconoscessero qualità letterarie promettenti.[3], mantenuto fino al 2005.
- prix SNCF du polar, destinato agli autori francesi.

Nel 2004 è stata istituita la categoria européen (europeo), conferita per la prima volta nel 2005 e che dal 2006 ha affiancato, fino al 2011, la neocostituita categoria français (francese) erede del premio originale.

Dal 2012, ci sono tre categorie del genere polar in concorso:
- roman (romanzo), che ha assorbito le precedenti français ed européen e si è estesa internazionalmente a tutte le opere estere tradotte in francese.
- bande dessinée (fumetto)
- court métrage (cortometraggio)

## Regolamento[4]
Durante tutto l'anno sono i lettori che propongono alle commissioni d'esperti, una per categoria, le opere che hanno destato il loro interesse e pubblicate non prima dell'anno precedente. Ogni edizione del premio si svolge da settembre alla primavera dell'anno successivo. In questo periodo le opere selezionate dalle commissioni tra quelle proposte vengono sottoposte al giudizio del pubblico, che esprimerà il suo apprezzamento con un punteggio da una a cinque stelle o sul sito del premio o su formulari disponibili nel corso di eventi come il Festival internazionale de "la bande dessinée" d'Angoulême, il Salone del Libro di Parigi o il Festival international du court métrage de Clermont-Ferrand.

## Albo dei vincitori[5]

### PremioSNCF du premier polar
| Anno | Titolo                      | Autore           | Edizione            |
| 2001 | Le pied-rouge               | François Muratet | Le Serpent à plumes |
| 2002 | Romicide                    | Gianni Pirozzi   | Coop Breizh         |
| 2003 | Braquages                   | Christian Roux   | Le Serpent à plumes |
| 2004 | E-zone                      | Alain le Grand   | Le Manuscrit        |
| 2005 | Plus petit que moi tu meurs | Pascale Ferroul  | HB                  |

### PremioSNCF du polar
| Anno | Titolo                          | Autore                 | Nazionalità            | Categoria              | Edizione          |                               |                 |             |           |                    |
| 2001 | Otelo                           | Mathieu Bernard        | Mathieu Bernard        | Mathieu Bernard        | Gallimard         |                               |                 |             |           |                    |
| 2002 | Le Bal des Cagoles              | Philippe Carrese       | Philippe Carrese       | Philippe Carrese       | Fleuve Noir       |                               |                 |             |           |                    |
| 2003 | Royal cambouis                  | Colin Thibert          | Colin Thibert          | Colin Thibert          | Gallimard         |                               |                 |             |           |                    |
| 2004 | Balagan                         | Alexandra Schwartzbrod | Alexandra Schwartzbrod | Alexandra Schwartzbrod | Stock             | Titolo                        | Autore          | Nazionalità | Categoria | Edizione           |
| 2005 | Étoiles cannibales              | Claude Amoz            | Claude Amoz            | Claude Amoz            | Rivages           | Le Coeur du dragon            | Andy Oakes      | Regno Unito | europeo   | Calmann-Lévy       |
| 2006 | Utu                             | Caryl Férey            | Caryl Férey            | francese               | Gallimard         | Tokyo                         | Mo Hayder       | Regno Unito | europeo   | Presses de la Cité |
| 2007 | La chambre des morts            | Franck Thilliez        | Franck Thilliez        | francese               | Le Passage        | Le déjeuner du coroner        | Colin Cotterill | Regno Unito | europeo   | Albin Michel       |
| 2008 | Camino 999                      | Catherine Fradier      | Catherine Fradier      | francese               | Après la lune     | Bleu catacombes               | Gilda Piersanti | Francia     | europeo   | Le Passage         |
| 2009 | Les morsures de l'ombre         | Karine Giebel          | Karine Giebel          | francese               | Fleuve Noir       | Tonton Clarinette             | Nick Stone      | Regno Unito | europeo   | Gallimard          |
| 2010 | L'Exil des anges                | Gilles Legardinier     | Gilles Legardinier     | francese               | Fleuve Noir       | Petits meurtres entre voisins | Saskia Noort    | Paesi Bassi | europeo   | Denoël             |
| 2011 | L'été tous les chats s'ennuient | Philippe Georget       | Philippe Georget       | francese               | Jigal             | Le Chuchoteur                 | Donato Carrisi  | Italia      | europeo   | Calmann-Lévy       |
| 2012 | Avant d'aller dormir            | S. J. Watson           | Regno Unito            | romanzo                | Sonatine          |                               |                 |             |           |                    |
| 2013 | Balancé dans les cordes         | Jérémie Guez           | Francia                | romanzo                | La Tengo Éditions |                               |                 |             |           |                    |
| 2014 | Yeruldelgger                    | Ian Manook             | Francia                | romanzo                | Albin Michel      |                               |                 |             |           |                    |
| 2015 | Enfants de poussière            | Craig Johnson          | Stati Uniti            | romanzo                | Gallmeister       |                               |                 |             |           |                    |
| 2016 | Terminus Belz                   | Emmanuel Grand         | Francia                | romanzo                | Points            |                               |                 |             |           |                    |
| 2017 | Grossir le ciel                 | Franck Bouysse         | Francia                | romanzo                | Le Livre de Poche |                               |                 |             |           |                    |
| 2018 | Toutes les vagues de l’océan    | Víctor del Árbol       | Spagna                 | romanzo                | Actes Sud         |                               |                 |             |           |                    |
| 2019 | Bondrée                         | Andrée A. Michaud      | Canada                 | romanzo                | Payot & Rivages   |                               |                 |             |           |                    |
| 2020 | L'Été circulaire                | Marion Brunet          | Francia                | romanzo                | Albin Michel      |                               |                 |             |           |                    |

### PremioSNCF du polar-bande dessinée
| Anno | Titolo                          | Autore                            | Nazionalità    | Edizione           |
| 2012 | Grandville mon amour            | Bryan Talbot                      | Regno Unito    | Milady             |
| 2013 | Un léger bruit dans le moteur   | Gaet's et Munoz                   | Francia        | Physalis           |
| 2014 | Mon ami Dahmer                  | Derf Backderf                     | Stati Uniti    | Cà et Là           |
| 2015 | Rouge Karma                     | Eddy Simon & Pierre Henry Gomont  | Francia        | Sarbacane          |
| 2016 | Zaï Zaï Zaï Zaï                 | Fabcaro                           | Francia        | 6 pieds sous terre |
| 2017 | Apache                          | Alex W. Inker                     | Francia        | Sarbacane          |
| 2018 | Bâtard                          | Max de Radiguès                   | Belgio         | Casterman          |
| 2019 | Commissaire Kouamé              | Marguerite Abouet & Donatien Mary | Costa d'Avorio | Sarbacane          |
| 2020 | Dans la tête de Sherlock Holmes | Cyril Liéron & Benoît Dahan       | Francia        | Ankama             |

### PremioSNCF du polar-court métrage
| Anno | Titolo                        | Autore                         | Nazionalità | Produzione                                                    |
| 2012 | L'Accordeur                   | Olivier Treiner                | Francia     | 24 25 Films                                                   |
| 2013 | Kérozène                      | Joachim Weissmann              | Francia     | Artemis Productions                                           |
| 2014 | Penny Dreadful                | Shane Atkinson                 | Francia     | Rob Cristiano                                                 |
| 2015 | Carjack                       | Jeremiah Jones                 | Stati Uniti | 100 to 1 Productions                                          |
| 2016 | Mr Invisible                  | Greg Ash                       | Irlanda     | Big Bright Lights / Tin Monkey                                |
| 2017 | Hasta que la celda nos separe | Mariana et Joserro Emmanuelli  | Porto Rico  | Black Dog Production Mansion / French Alliance of Puerto Rico |
| 2018 | Speed Dating                  | Daniel Brunet & Nicolas Douste | Francia     | AS&M Prod                                                     |
| 2019 | Troc mort                     | Martin Darondeau               | Francia     | La Voie Lactée                                                |
| 2020 | Troc mort                     | Martin Darondeau               | Francia     | La Voie Lactée                                                |